# نبرد ژوگلا
نبرد ژوگلا (انگلیسی: Battle of Jugla) نبرد دفاعی ارتش دوازدهم جمهوری روسیه در جنگ جهانی اول از ۱ تا ۵ سپتامبر ۱۹۱۷ بود. این نبرد بخشی از تهاجم آلمان به نام نبرد ریگا یا Schlacht um Riga بود. هدف اصلی ارتش دوازدهم روسیه این بود که از حمله ارتش هشتم آلمان از طرف رود دائوگاوا و محاصره نیروهای روسی در ریگا جلوگیری کند.
نبرد در سواحل رودخانه مازا ژوگلا رخ داد. یکی از واحدهای اصلی درگیر، تیپ ۶۰۰۰ تفنگداران لتونیایی از تفنگ دوم لتونی به فرماندهی انسیس لیلگالویس بود.

## زمینه

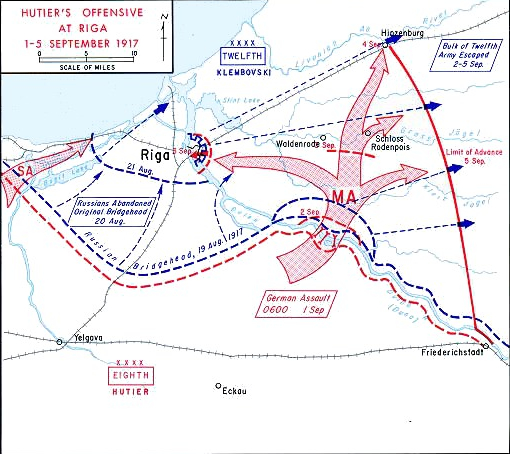

ژنرال‌های آلمانی در دسامبر ۱۹۱۶ شروع به آماده شدن برای نبرد کردند. تصمیم گرفته شد که رودخانه دائوگاوا در ایکشکیل را تصرف کنند و به سرعت به سمت شمال و شمال غرب پیشروی کنند. این حمله دو هدف اصلی داشت: تسلیم ارتش دوازدهم روسیه و تصرف ریگا. این امر همچنین مزایای صاف کردن خط مقدم آلمان را فراهم می‌کند، که به تعدادی از لشکرهای آلمانی اجازه می‌داد تا آزاد شده و به فرانسه اعزام شوند، جایی که در نهایت سرنوشت جنگ مشخص می‌شد.

## نتیجه
نبرد ژوگلا تلفات سنگینی به واحدهای تفنگداران لتونیایی وارد کرد. هنگ‌های ۵ زمگاله و ششم توکومز بیش از نیمی از نظم نبرد خود را از دست دادند. هنگ‌های هفتم باوسکاس و هشتم والمیرا نیز متحمل تلفات سنگین شدند. اشغال ریگا توسط آلمانی ها در ۳ سپتامبر ۱۹۱۷ انجام شد. با این حال، یک هدف مهم محقق شده بود، زیرا ارتش دوازدهم روسیه موفق شده بود دست نخورده از ریگا عقب‌نشینی کند و با خیال راحت به ویدزمه عقب‌نشینی کند.